# Arvo Saloranta
Arvo Ensio Saloranta, född 26 december 1895 i Rengo, död 3 april 1976 i Helsingfors, var en finländsk militär. 
Saloranta var kompanichef vid Tekniska högskolans skyddskår 1917–1918 och genomgick Vörå krigsskola, krigsfänrikskolan och officersaspirantkursen i Viborg 1918. Han deltog i finska inbördeskriget med Vörå krigsskola och tog efter kriget sin examen vid Tekniska högskolan samt åkte sedan till Danmark, där han absolverade krigshögskolans tekniska avdelning 1920–1923 samt praktiserade vid vapenfabriker 1923–1924. Vid återkomsten till hemlandet blev han vapenkonstruktör på försvarsministeriet, var teknisk direktör vid statens gevärsfabrik 1927–1929 och chef för vapensmedsskolan 1929–1939. I början av vinterkriget fick han till uppgift att konstruera en pansarmina. För att åstadkomma detta grundade han en byrå och åtta produktionsanläggningar. Under fortsättningskriget tjänstgjorde han som vapenkonstruktör och var efter andra världskriget vapenchef vid huvudstaben ända fram till 1955. Han uppnådde generalmajors grad 1953.
Saloranta konstruerade tillsammans med Aimo Lahti L/S snabbeldsgeväret 27, planerade och tillverkade i början av vinterkriget en pansarmina av trä, försedd med tändrör. Denna mina utgjorde 90 procent av de pansarminor som användes. Vid årsskiftet 1940–1941 konstruerade han en ismina som togs i bruk under namnet ArSa och 1941 en ägghandgranat som undanträngde de mindre effektiva gamla handgranaterna och en lätt granatkastare (modell 47/41).